# Schinopsis
Schinopsis é um género botânico de árvores nativas da América do Sul pertencente à família Anacardiaceae. As espécies deste género distribuem-se por diversas regiões da ecorregião do Grande Chaco, incluindo partes do norte da Argentina, Bolívia e Paraguai. O seu nome comum é quebracho, do espanhol quiebra-hacha, "quebra machado", uma referência à dureza da sua madeira. No Brasil ela pode também ser conhecida como braúna ou baraúna, entre vários outros.

## Espécies
- S. balansae (nome comum: quebracho colorado chaqueño)
- S. haenkeana
- S. heterophylla
- S. lorentzii, sinónimo S. quebracho-colorado (nome comum: quebracho colorado santiagueño)
- S. brasiliensis, nativa do Brasil, especialmente das regiões Nordeste, Centro-Oeste e do estado de Minas Gerais.